# تلمنكا (كانتون)
تلمنكا (بالإسبانية: Talamanca)‏ هو إحدى كانتونات محافظة ليمون في كوستاريكا، ويغطي مساحة 2,809.93 كم مربع.
و يقدر عدد سكانه بحوالي 32,555 نسمة.
المدينة الرئيسة للكانتون هي مدينة بريبري و تقع في مقاطعة براتسي.
و يحتوي تلمنكا على الجزء الأكبر من سكان كوستاريكا الأصليين (بحوالي 11,062 أو ما يعادل 34% من سكان الكانتون) و التي يشكل الجزء الأهم منها قبائل "بريبري" و "كابيكار.
و اللتان تمثلان اثنين من القبائل الثمانية المحلية في كوستاريكا.
ثمان وثمانين بالمئة من كانتون تلمنكا تحت الحماية.
خمس وخمسون من هذه الأراضي تقع ضمن حدائق : شيريبو، أميستاد، و كاويتا. 31% تغطي أماكن القبائل المحليين : كيكولدي، بريبري، كابيكار، و تيليريه. و 2% تنتمي إلى Refugio de Vida Silvestre Gandoca Manzanillo.
تعتبر الحكومة الكوستاريكية حريشة بشكل كبير على حماية هذه الأراضي. في 27 تموز 2011 على سبيل المثال قام وزير البيئة والطاقة (ميناببت) و الاتصالات بهدم فندقين (لاس بالماس و سويرّيه) بسبب أخذهم لأربع هيكتارات في منطقة Refugio de Vida Silvestre Gandoca Manzanillo.
حيث كان هذا الهدم هو ذروة الأحداث التي بدأت في 1993، عندما ألغا ميناييت سماح بقاء هذين الفندقين.
تعرف تلمنكا بشواطئها الجميلة وخاصة في الأماكن الساحلية المعروفة كاويتا و بويرتو فييخو (الميناء القديم).
تم تأسيس هذا الكانتون قانونيا في 20 أيار 1969.

## المقاطعات
يقسم كانتون تلمنكا إلى أربع مقاطعات وهي :
1. براتسي
2. سيكساولا
3. كاويتا
4. تيليريه